# Chevrolet SSR
Lo Chevrolet SSR (sigla derivata da Super Sport Roadster) è un pickup realizzato dalla casa automobilistica statunitense Chevrolet dal 2003 al 2006.

## Il contesto
Il nuovo SSR è stato realizzato ispirandosi allo storico pickup Chevrolet Advance Design 3100 prodotto dalla Chevrolet nel 1947; è diventato poi un'icona degli anni dell'immediato dopoguerra, tra l'altro il design della vettura non ha subito variazioni tra la fase di progettazione del prototipo e la sua effettiva realizzazione. 
A scopo pubblicitario nel 2003 è stata usata anche come safety car alla 500 Miglia di Indianapolis.

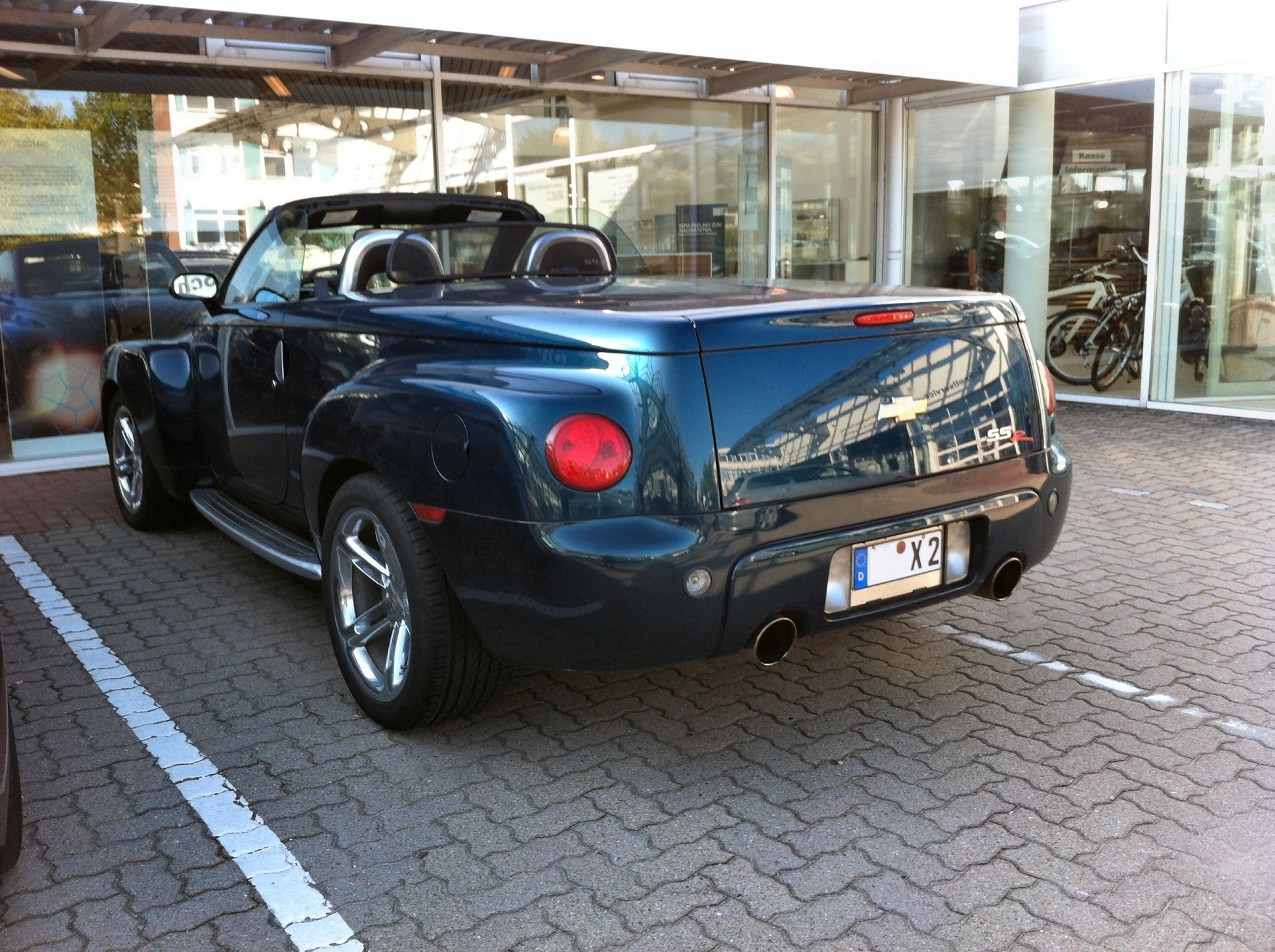
Una SSR senza capote

La vettura è dotata di un telaio, derivato dalla Chevrolet TrailBlazer, indipendente con motore anteriore e trazione posteriore. Il propulsore offerto al debutto è un Vortec V8 5,3 L con blocco in alluminio che eroga la potenza di 294 CV; negli ultimi anni di produzione è stato affiancato da una seconda versione, da 6,0 L della famiglia GM LS.
La parte bassa della carrozzeria della vettura, dove sono alloggiati gli pneumatici da 20 pollici, richiama esteticamente le tipiche vetture elaborate in stile Hot Rod. Il tetto è un hardtop ripiegabile, mentre il cassone posteriore è dotato di una copertura di plastica rigida.
La produzione del modello è terminata nel 2006.